# Wes Hoolahan
Wesley Patrick Hoolahan, född 20 maj 1982, är en irländsk fotbollsspelare.
Hoolahan har tidigare spelat för Shelbourne, Livingston, Blackpool, Norwich City, West Bromwich Albion, Newcastle Jets och Cambridge United. Han har även representerat Irlands landslag.

## Karriär
Den 14 september 2018 värvades Hoolahan av West Bromwich Albion, där han skrev på ett halvårskontrakt. Den 1 februari 2019 förlängdes hans kontrakt över resten av säsongen 2018/2019.
Den 9 augusti 2019 värvades Hoolahan av Newcastle Jets, där han skrev på ett ettårskontrakt.
Den 28 juli 2020 skrev Hoolahan på för League Two-laget Cambridge United.